# Liste der Erzbischöfe von Bogotá
Die folgenden Personen waren Erzbischöfe von Bogotá in Kolumbien:
- Juan Fernando Angulo (1536–1542)
- Martín de Calatayud, OSH (1543–1548)
- Juan de los Barrios, OFM (1564–1569)
- Luis Zapata de Cárdenas, OFM (1570–1590)
- Alfonso López de Avila (1591–1599)
- Bartolomé Martinez Menacho y Mesa (Mechado) (1593–1594)
- Bartolomé Lobo Guerrero (1596–1607) (auch Erzbischof von Lima)
- Juan Castro, OSA (1608–1609)
- Pedro Ordóñez y Flórez (1610–1614)
- Hernando de Arias y Ugarte (1618–1625)
- Julián de Cortázar (1627–1630)
- Bernardino de Almansa Carrión (1631–1633)
- Cristóbal de Torres, OP (1635–1654)
- Juan de Dios Aguinao (1661–1678)
- Antonio Sanz Lozano (1681–1688)
- Ignacio de Urbina (1690–1703)
- Francisco de Cosío y Otero (1704–1715)
- Francisco del Rincón, OM (1716–1723)
- Antonio Claudio Alvarez de Quiñones (1725–1736)
- Juan de Galabis, OPraem (1738–1739)
- Diego Fermín de Vergara, OSA (1740–1744)
- Pedro Felipe de Azúa e Iturgoyen (1744–1754)
- José Javier de Arauz y Rojas (1754–1764)
- Manuel Sosa Betencourt (1765–1765)
- Francisco Antonio de la Riva Mazo (1765–1768)
- Lucas Ramírez Galán, OFM (1769–1770) (auch Bischof von Tui)
- Agustín Manuel Camacho y Rojas (1771–1774)
- Agustín de Alvarado y Castillo (1775–1778) (auch Bischof von Ciudad Rodrigo)
- Antonio Caballero y Góngora (1778–1788) (auch Bischof von Córdoba)
- Baltazar Jaime Martínez de Compañón (1788–1799)
- Fernando del Portillo y Torres, OP (1798–1804)
- Juan Bautista Sacristán y Galiano (1804–1817)
- Isidoro Domínguez, CRM (1819–1822)
- Fernando Caycedit Florez (1827–1832)
- Manuel José Mosquera y Arboleda (1835–1853)
- Antonio Herrán y Zaldúa (1855–1868)
- Vicente Arbeláez Gómez (1868–1884)
- José Telésphor Paúl Vargas, SJ (1884–1889)
- Ignacio León Velasco (1889–1891)
- Bernardo Herrera Restrepo (1891–1928)
- Ismael Perdomo Borrero (1928–1950)
- Crisanto Kardinal Luque Sánchez (1950–1959)
- Luis Kardinal Concha Córdoba (1959–1972)
- Aníbal Kardinal Muñoz Duque (1972–1984)
- Mario Kardinal Revollo Bravo (1984–1994)
- Pedro Kardinal Rubiano Sáenz (1994–2010)
- Rubén Kardinal Salazar Gómez (2010–2020)
- Luis José Kardinal Rueda Aparicio (seit 2020)